# SPOTV
SPOTV es una cadena de televisión por suscripción surcoreana que ofrece programación deportiva y algunos programas de entrevistas relacionados con el deporte. Fundada en 2010, la red es la cuarta señal deportiva premium de Corea del Sur, después de KBS N Sports, MBC Sports+ y SBS Sports (las dos últimas fundadas anteriormente en el marco de una empresa conjunta con ESPN International a principios de la década del 2000 y de 2010, respectivamente).
El 1 de diciembre de 2015, The Daily Dot informó que SPOTV podría adquirir los derechos para transmitir la League of Legends Champions Korea de OnGameNet (ahora llamado OGN) a través de su canal hermano SPOTV Games, que emitía principalmente torneos de eSportsantes de que en marzo de 2020 cambiara su nombre a STATV, que actualmente centra su programación en deportistas y celebridades. La cadena también contaba con SPOTV ON, que emitía deportes que normalmente no se transmitían en SPOTV y SPOTV2, junto con SPOTV Golf & Health. El canal posteriormente lanzó SPOTV Now, un servicio de streaming dedicado a los deportes similar a DAZN y ESPN+, no solo en Corea del Sur, sino también recientemente en el Sudeste Asiático.
En mayo de 2020, la cadena de televisión estadounidense ESPN comenzó a mostrar los juegos de la Korea Baseball Organization con la transmisión de video de SPOTV luego de la falta de programación deportiva en vivo en los Estados Unidos debido a la Pandemia de Covid-19.
El 14 de septiembre de 2021, Eclat Entertainment anunció que llevaría SPOTV a 13 países del Sudeste Asiático. SPOTV comenzó a asumir el papel del recientemente cerrado Fox Sports Asia en esos países, al tiempo que promocionaría otros eventos deportivos que se han transmitido en los respectivos países asiáticos.La cadena también fue responsable de transmitir el resto de la temporada 2021 de MotoGP, donde Fox Sports concluyó abruptamente la cobertura luego del anuncio del cierre.